# Château de la Vérie
Le château de la Vérie, également appelé « logis de la Vérie », est un édifice situé sur la commune de Challans, dans le département de la Vendée, en région Pays-de-la-Loire.

## Historique
Les origines du château remontent au IXe siècle, avant d'être érigé en château fort face aux risques d'invasions normandes et scandinaves.
En 1130, la bâtisse passe sous la tutelle des Templiers établis à Coudrie.
Au début du XIVe siècle, Jehan Belleron est seigneur de la Vérie. 
Le domaine, situé en bordure de la route menant de Challans à Soullans, passe ensuite à la famille Frondebœuf, dont une fille, Agnès, en tant qu'épouse, apporte en dot la Vérie en 1400 au chevalier Guillaume du Plantis, seigneur de La Guyonnière. Claude du Plantis vend la demeure, à la fin du XVIe siècle, à André Bouhier, trésorier du roi Henri IV. André Bouhier fait reconstruire la Vérie en s'inspirant du château de Beaumarchais à Bretignolles, propriété de son frère Vincent Bouhier de L'Écluse. 
Françoise-Catherine Bouhier, dernière descendante de la quatrième génération propriétaire de la Vérie, épouse en 1724 Claude-Gilbert Robert de La Salle-Lézardière, seigneur du Poiroux. Douze enfants vont naître de cette union, dont l'aîné, Louis-Jacques-Gilbert Robert de Lézardière, va hériter de la Vérie. Il épousera dame Marie-Jeanne-Charlotte Babaud de La Chaussade en 1748 (fille de Jean Babaud et Marie Boësnier), d'où vont naître quinze enfants, dont notamment Pauline, Joseph-Alexis, Charles et Jacques-Augustin Robert de Lézardière (diacre mort en martyr sous la Révolution, béatifié par Pie XI en 1926, une stèle est édifiée en sa mémoire près du château). Le baron de la Lézardière étant accusé en 1791 d'être l'instigateur d'un complot contre la République (« complot de la Proustière »), il verra son château incendié, dont une tour située au sud-ouest est entièrement détruite (la deuxième tour menaçant de ruine a dû être démolie en 1848). L'année suivante, le château de la Vérie est mis sous séquestre, jusqu'à sa levée en 1801.
Les Lézardière vendent en 1805 le domaine à François-Armand Boux de Casson, ancien lieutenant de l'armée de Charette. Ludovic et Olivier Boux de Casson, qui sont nés à la Vérie, deviendront tous deux maires de Challans. François Boux de Casson (1908-1981), ancien député, en fut le propriétaire. 
Le 19 février 1973, le château sert de relais au commando ayant dérobé le cercueil de Philippe Pétain à l'île d'Yeu, en route vers Verdun.
Les façades et toitures du château sont inscrites au titre des monuments historiques en 1964.

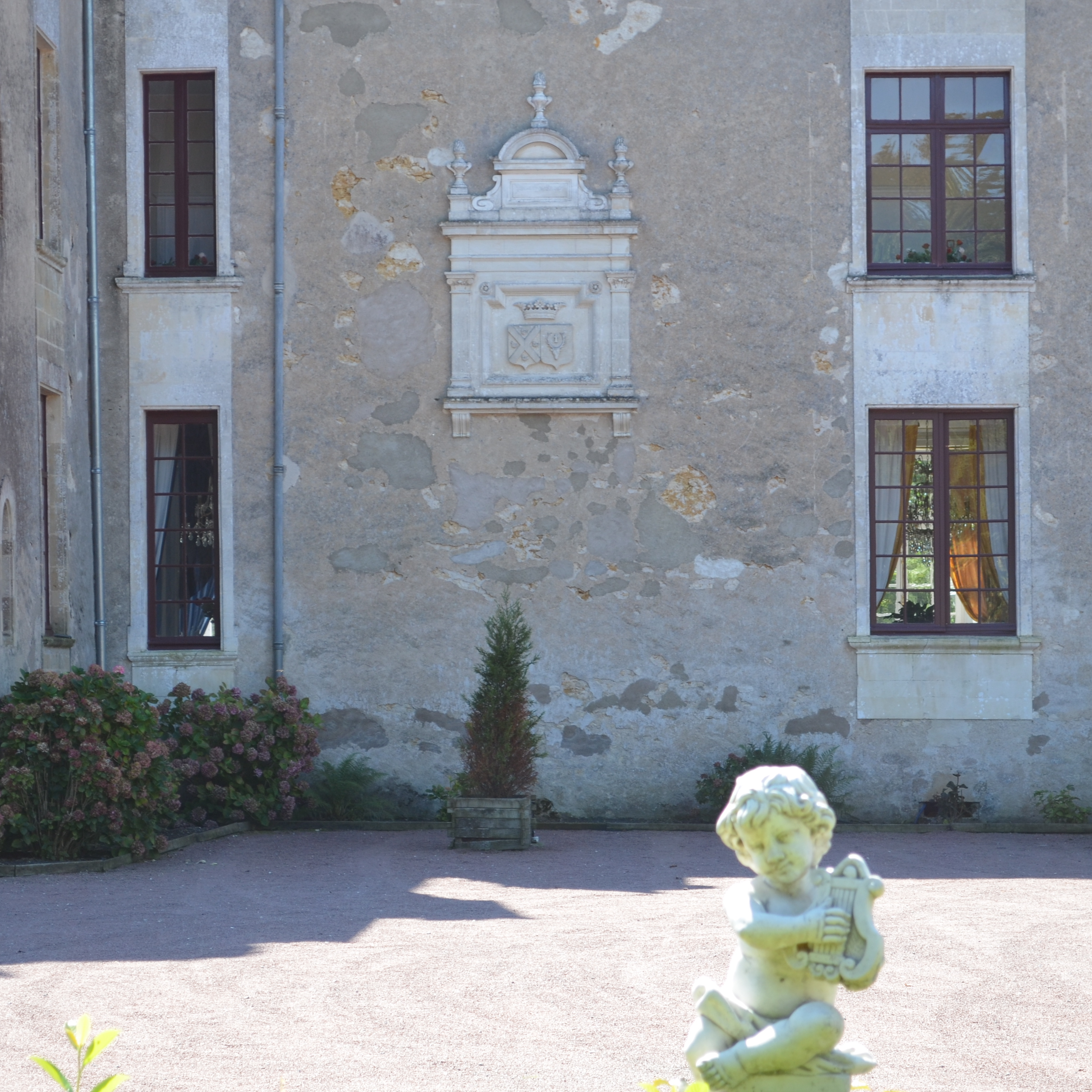
détail.